# Wadi Bani Khalid
Das Wadi Bani Khalid (arabisch وادي بني خالد, DMG Wādī Banī Ḫālid) ist ein etwa 150 Kilometer südöstlich von Maskat liegendes Wadi, das in etwa 1700 m Höhe im Hadschar-Gebirge entspringt und in das 110 Kilometer entfernte Arabische Meer mündet. Es ist das bekannteste Wadi im Distrikt Schamal asch-Scharqiyya in Oman.
In seinem Verlauf streift das Wadi die Ortschaften Muqal, Wadi Bani Chalid, Sayq, Sabt, al-Kamil wa-l-Wafi, Jaalan Bani Bu Hasan und Jaalan Bani Bu Ali. Teile des Wadi führen ganzjährig Wasser. 

## Pools bei Muqal
Am bekanntesten ist die Region um die gleichnamige Ortschaft Wadi Bani Chalid, in der es größere Süßwasserpools gibt, die zum Baden und Schwimmen geeignet sind (⊙). Gespeist werden diese durch die Quellen Ain Hamouda, Ain al Sarooj und Ain Dawwa.
Neben dem Wasserlauf mit Pools und Felseinschnitten gibt es etliche interessante Höhlen, so die Kahf Maqal. Das Erreichen der Höhle ist allerdings mühselig, Besucher sollten vorbereitet sein. Im Wadi befinden sich weiterhin viele Quellen bzw. Stellen, an denen Wasser zu Tage tritt. 

## Verlauf
Das Wadi Bani Khalid ist mit über 150 Kilometer Länge und über 4000 km² Einzugsgebiet das größte Flusssystem Omans. Es entwässert alleinig den östlichsten Teil des Hadschar-Gebirges Richtung Süden in das Arabische Meer, während mehrere andere Wadis die Entwässerung nach Norden in den Golf von Oman vornehmen, wie z. B. das Wadi Shab und das Wadi Tiwi, dessen Quellgebiet knapp fünf Kilometer von dem des Wadi Bani Khalid entfernt liegt.
Im Oberlauf befinden sich erste Siedlungen, bevor die Süßwasserpools bei Muqal gebildet werden. Ab dort ist das Wadi von Bäumen und Palmen gesäumt, Wasser tritt häufiger auch in der Trockenzeit zu Tage. An diesen Stellen sind mehrere Ortschaften entstanden, wie Halfah, Bidah, Sayq und Sabt. Dann tritt das Wadi in die große Ebene zwischen Hadschar und Rimal Al Wahiba ein, um ein bis zu vier Kilometer breites, anastomosierendes Flussbett vor und um Al Kamil Wal Wafi zu bilden, das er beidseitig umströmt.
Die größten Ortschaften liegen im unteren Mittellauf mit Jalan Bani Buhassan mit 20.000 Einwohnern und Balad Bani Ali mit 30.000 Einwohnern. Im Unterlauf ist das Wadi meist trocken; es befinden sich dort auch keine weiteren Siedlungen mehr.